# Berliner Stadtwerke
Die Berliner Stadtwerke GmbH ist ein öffentliches Elektrizitätsversorgungsunternehmen sowie Energiewende-Akteur des Landes Berlin und eine 100-prozentige Tochtergesellschaft der Berliner Wasserbetriebe AöR. Das Unternehmen beliefert über 30.000 Kunden in Berlin und Brandenburg mit kommunalem Ökostrom (Stand: Dezember 2024), der durch den TÜV Rheinland zertifiziert ist. Die Berliner Stadtwerke sind Marktführer bei der Installation von Photovoltaikanlagen in Berlin und haben seit der Gründung im Juni 2014 über 172 Mio. Euro in Projekte der regenerativen Energiegewinnung investiert.

## Geschichte
Die Gründung der Berliner Stadtwerke GmbH geht zurück auf einen Beschluss des Berliner Abgeordnetenhauses vom 24. Oktober 2013. Das Landesparlament beauftragte den Berliner Senat mit der Gründung eines integrierten Energiedienstleisters als rechtlich selbstständige Tochtergesellschaft der Berliner Wasserbetriebe. Der Beschluss des Abgeordnetenhauses legte unter anderem fest, dass die Berliner Stadtwerke ausschließlich Energie aus erneuerbaren Quellen oder hocheffizienten Kraft-Wärme-Kopplungsanlagen produzieren und diese in der Metropolregion Berlin-Brandenburg vertreiben sollen. Produktion und Vertrieb von Energie aus Atom- und Kohlekraftwerken sind per Satzung ausgeschlossen.
Der Impuls für die Neugründung durch das Abgeordnetenhaus geht auf die Initiative des Volksbegehrens Neue Energie für Berlin und den dazugehörigen Volksentscheid über das Gesetz für die demokratische, ökologische und soziale Energieversorgung in Berlin (Energie VG) in 2013 zurück, welche jedoch mit 24,1 Prozent unzureichend viele Stimmen für ein Quorum mit der Vorgabe von 25 Prozent erzielte.
Nach dem Verkauf der ehemals kommunalen Bewag im Jahr 1997, die 2001 von E.ON an Vattenfall weiterverkauft wurde, war die Neugründung der Berliner Stadtwerke ein Wiedereinstieg des Landes in den Energiemarkt. Nach jahrelangen Verhandlungen wurde 2021 das seinerzeit ebenfalls von der Bewag betriebene Berliner Stromnetz von Vattenfall zurückgekauft.
Aktuell sind Chris Werner und Andreas Schmitz mit der Geschäftsführung der Berliner Stadtwerke betraut. Ein Beirat, bestehend aus 14 Mitgliedern aus allen Fraktionen des Berliner Abgeordnetenhauses, berät die Geschäftsführung als ergänzendes Gremium in allen Belangen, die das Gemeinwohl und die Daseinsvorsorge betreffen.

## Ökostrom

### Vertrieb und Erzeugung
Seit dem Marktstart im Herbst 2015 verkaufen die Berliner Stadtwerke ausschließlich elektrischen Strom aus erneuerbaren Energien. Mit rund 410 Photovoltaikanlagen und 16 eigenen Windenergieanlagen (Stand: Dezember 2024) sind die Stadtwerke für etwa 40 Prozent der seit 2016 installierten Photovoltaikanlagen in Berlin verantwortlich und haben 2021 mit dem Windpark Albertshof bei Bernau eines der größten deutschen Neubauprojekte fertiggestellt. Insgesamt produzieren die Berliner Stadtwerke mit ihren Erneuerbaren-Energien-Anlagen circa 115 GWh Strom pro Jahr (2023) und haben seit Gründung bis Ende 2023 rund 225.000 Tonnen CO2-Emissionen eingespart. Um das Ziel der Klimaneutralität Berlins bis 2045 zu unterstützen, errichten die Stadtwerke laufend neue umweltfreundliche wärme- und stromproduzierende Anlagen; von 2021 bis 2026 sollen 122,4 Mio. Euro in Anlagen zur Erzeugung von erneuerbaren Energien investiert werden.

### Produkte und Liefergebiet
Die Berliner Stadtwerke bieten ihr Ökostrom-Produkt berlinStrom in allen Berliner Postleitzahlgebieten an. Die Ökostrom-Produkte berlinStrom Sonne+ und berlinStrom Wärme+ werden allen Bewohnern angeboten, auf deren Dach eine Photovoltaikanlage der Stadtwerke installiert ist bzw. deren Wohngebäude mit dezentralen Blockheizkraftwerken ausgestattet sind. Mit dem Produkt brandenburgStrom beliefern die Stadtwerke seit 2018 auch Kunden in Teilen von Brandenburg. Brandenburger Gewerbekunden, Vereine und Organisationen können mit dem Tarif brandenburgStrom Gewerbe ebenfalls aus 100 Prozent erneuerbaren Energien versorgt werden. Das Liefergebiet wird sukzessive erweitert.

### Stromversorgung des Landes Berlin
Anfang 2020 haben die Berliner Stadtwerke die Stromversorgung der Liegenschaften des Landes Berlin übernommen. Der Auftrag in Höhe von rund 100 Mio. Euro pro Jahr sieht vor, dass die Stadtwerke jährlich ca. 640 MWh Ökostrom für den Betrieb der Berliner Liegenschaften (u. a. umfasst das auch Ampeln, Straßenlaternen und landeseigenen Rechenzentren sowie (Hoch-)Schulen und Krankenhäuser) liefern und abrechnen. 2023 wurden rund 750 GWh Strom an rund 10.000 öffentliche Abnahmestellen wie Schulen, Krankenhäuser, Universitäten und Behörden sowie für Ampeln und Straßenlaternen geliefert, was dem Stromverbrauch von ca. 400.000 Haushalten pro Jahr entspricht.

### Photovoltaikausbau
Im Juli 2019 wurde eine Vereinbarung zwischen den Berliner Stadtwerken und der BIM Berliner Immobilienmanagement GmbH getroffen, die Solarleistung auf den Dächern landeseigener Immobilien zu verdoppeln und bis zum Jahr 2023 mehr als 5 MW zusätzlich zu installieren. Von 2016 bis 2019 hatten die Stadtwerke Photovoltaikanlagen auf 28 Dächern der BIM installiert.
Darüber hinaus hat das Unternehmen mit zehn Berliner Verwaltungsbezirken sogenannte „PV-Bezirkspakete“ abgeschlossen, in deren Rahmen unter anderem Schulen mit Photovoltaikanlagen ausgestattet wurden bzw. werden sollen. Mittlerweile wurden schon viele der Pakete in den Bezirken Mitte, Pankow, Marzahn-Hellersdorf, Lichtenberg, Steglitz-Zehlendorf, Reinickendorf, Friedrichshain-Kreuzberg, Neukölln, Treptow-Köpenick und Spandau umgesetzt. Ein weiterer solcher Kontrakt wird gegenwärtig mit dem Bezirk Tempelhof-Schöneberg vorbereitet. Der Photovoltaikausbau durch die Berliner Stadtwerke unterstützt damit eine der Maßnahmen, welche auch im Rahmen des Projekts „Masterplan Solarcity Berlin“ der Senatsverwaltung für Wirtschaft, Energie und Betriebe ausgegeben wurde, mit dem Ziel, 25 Prozent des gesamten Strombedarfs der Stadt bis 2050 durch Solarenergie zu decken.

## Mieterstrom
Damit auch die Mieter der Stadt an der Energiewende partizipieren können, bauen und betreiben die Berliner Stadtwerke auch Photovoltaikanlagen auf Mehrfamilienhäusern (sog. Mieterstrom-Modell). Bisher haben die Berliner Stadtwerke in Kooperation mit öffentlichen und privaten Wohnungsbaugesellschaften, Genossenschaften und Eigentümergemeinschaften Mieterstrom-Anlagen mit einer Gesamtleistung von ca. 5 MW in den Bezirken Lichtenberg, Marzahn-Hellersdorf, Mitte, Pankow, Steglitz-Zehlendorf, Tempelhof-Schöneberg und Treptow-Köpenick finanziert und in Betrieb genommen. Je nach Strombedarf und baulichen Bedingungen unterscheiden sich die Mieterstrom-Anlagen in Größe und Leistung. Insgesamt können diese rund 10.000 Haushalte mit Solarstrom beliefern. Im Wohngebiet Kaulsdorf-Nord im Bezirk Marzahn-Hellersdorf setzen die Berliner Stadtwerke in Kooperation mit der städtischen Wohnungsbaugesellschaft berlinovo Immobilien Gesellschaft mbH das größte Mieterstrom-Projekt Deutschlands (Stand: Juli 2021) um. 39 Photovoltaikanlagen auf 100 Wohngebäuden mit insgesamt 3,4 MW geplanter Leistung können dort über 4.300 Haushalte mit Solarstrom versorgen und vermeiden jährlich rund 1.580 Tonnen CO2-Emissionen.

## Wärmeversorgung und Quartierslösungen
Neben Photovoltaik- und Windenergieanlagen engagieren sich die Berliner Stadtwerke auch im Bereich der nachhaltigen Quartiersentwicklung und betreiben eigene Blockheizkraftwerke (BHKW), die dezentral, effizient und klimafreundlich Wärme und Strom erzeugen.

### Energetische Sanierung der Polizeidirektion 5
Gemeinsam mit der BIM/B.E.M. Berliner Energiemanagement GmbH haben die Berliner Stadtwerke das denkmalgeschützte Gelände mit 38 Gebäuden der Polizeidirektion 5 in Berlin-Kreuzberg energetisch modernisiert. Dabei wurden vier alte Heizzentralen durch eine Heizzentrale ersetzt, in der seit 2019 ein BHKW mit 432 kWel und drei Brennwertkessel mit 5,5 MWth die Versorgung sicherstellen. Zudem wurden das Nahwärmenetz sowie die Heizkreisverteiler in den Hausanschlussstationen saniert. Infolge der Sanierung spart das Gebäude in der Friesenstraße 2.000 Tonnen CO2 und 250.000 Euro Energiekosten im Jahr ein. Das Projekt erhielt im November 2020 die Auszeichnung BHKW des Monats von dem energiewirtschaftlichen Magazin Energie & Management.

### Energiekonzept Berlin TXL
Gemeinsam mit E.ON wurde den Berliner Stadtwerken im November 2018 die Konzession zur Kälte- und Wärmeversorgung der Urban Tech Republic sowie des Schumacher Quartiers auf dem Gelände des mittlerweile stillgelegten Flughafens Tegel erteilt. Geplant ist ein Mix aus Blockheizkraftwerken, Photovoltaikanlagen, Geothermie sowie Abwasserwärmerückgewinnung und die Versorgung über ein 12 km langes innovatives Niedrigtemperaturnetz. Die Bietergemeinschaft aus E.ON und den Berliner Stadtwerken ging als Sieger aus einer EU-weiten Konzessionsausschreibung hervor und agiert als Kapitalgesellschaft unter dem Namen Green Urban Energy GmbH.

### Rollberg-Projekt
Auf dem Areal der ehemaligen Kindl-Brauerei im Neuköllner Rollbergviertel haben die Berliner Stadtwerke 2020 mit der Umsetzung eines nachhaltigen Energiekonzepts basierend auf einen Mix aus Sole-Wärmepumpen, (Ab-)Luft-Wärmepumpen, Solarthermie, Photovoltaik, Kraft-Wärme-Kopplung, Brennwertkessel, Blockheizkraftwerk und Saisonalspeicher für ein neu entstehendes Quartier begonnen. Das Quartier aus modernisierten Alt- und Neubauten bietet Raum für Wohnen, Gewerbe und Gastronomie.

## Elektromobilität
Als Energiewende-Akteur des Landes Berlin sollen die Berliner Stadtwerke auch die Mobilitätswende voranbringen. Im Rahmen eines Pilotprojekts mit dem Krankenhaus Havelhöhe im Bezirk Spandau haben die Stadtwerke 2019 die ersten beiden Ladestationen mit vier Ladepunkten in Betrieb genommen. Mit dem Ziel, die Anzahl öffentlicher und privater Ladesäulen in der Hauptstadt zu erhöhen, wurde das Unternehmen 2021 um das Geschäftsfeld Elektromobilität erweitert. Am 22. Juni 2021 gab die Senatsverwaltung für Umwelt, Verkehr und Klimaschutz die Beauftragung der Berliner Stadtwerke für den Betrieb und den weiteren Ausbau der Ladeinfrastruktur im öffentlichen Raum ab 2022 bekannt.

## Engagement

### Entrepreneurs for Future
Die Berliner Stadtwerke sind Mitglied der Initiative Entrepreneurs for Future. Unter dem Motto „Wirtschaft will mehr Klimaschutz“ setzt sich die Initiative dafür ein, dass die Wirtschaft durch innovative Produkte, Technologien, Dienstleistungen und Geschäftsmodelle zu einem schnelleren Klimaschutz und dem Erreichen der Klimaziele beiträgt. Die Mitglieder der Initiative unterstützen das Pariser Klimaschutzabkommen, eine CO2-Bepreisung für alle Sektoren sowie die Abschaffung klimaschädlicher Subventionen und fordern eine Agrar- und Ernährungswende, effizientere Kreislaufwirtschaft und einen Fonds für Unternehmen, die innovative Lösungen zur Bewältigung der Klimakrise realisieren. Aus ihrem Selbstverständnis heraus unterstützt die Initiative die Klimabewegung Fridays for Future.

### H2Berlin
Die Berliner Stadtwerke sind Gründungsmitglied des H2Berlin e. V. Der Verein will grünen Wasserstoff als umweltfreundlichen Energieträger technisch, wirtschaftlich und sozial sinnvoll nutzbar machen und so dazu beitragen, die CO2-Emissionen bis 2050 um 95 Prozent gegenüber 1990 zu senken. Potenziale für Wasserstoff als Energieträger sieht H2Berlin insbesondere in der emissionsfreien Wärmeversorgung Berlins und im Verkehrssektor. Mit sogenannten multimodalen „Wasserstoff-Hubs“ zur Produktion, Speicherung, Betankung und Verteilung von grünem Wasserstoff will man die Versorgung mehrerer Verbraucher ermöglichen und sektorenübergreifende Synergie- und Skaleneffekte realisieren.

## Kundenzentren
Das gemeinsame Kundenzentrum der Berliner Stadtwerke und der Berliner Wasserbetriebe befindet sich zwischen dem S- und U-Bahnhof Jannowitzbrücke und dem U-Bahnhof Klosterstraße in der Neuen Jüdenstraße 1, 10179 Berlin.